# Eagle Rock (Misuri)
Eagle Rock es un lugar designado por el censo ubicado en el condado de Barry en el estado estadounidense de Misuri. En el Censo de 2010 tenía una población de 199 habitantes y una densidad poblacional de 28,66 personas por km².

## Geografía
Eagle Rock se encuentra ubicado en las coordenadas 36°32′59″N 93°44′29″O / 36.54972, -93.74139. Según la Oficina del Censo de los Estados Unidos, Eagle Rock tiene una superficie total de 6.94 km², de la cual 5.85 km² corresponden a tierra firme y (15.78%) 1.1 km² es agua.

## Demografía
Según el censo de 2010, había 199 personas residiendo en Eagle Rock. La densidad de población era de 28,66 hab./km². De los 199 habitantes, Eagle Rock estaba compuesto por el 96.48% blancos, el 0% eran afroamericanos, el 1.51% eran amerindios, el 0% eran asiáticos, el 0% eran isleños del Pacífico, el 0% eran de otras razas y el 2.01% pertenecían a dos o más razas. Del total de la población el 4.52% eran hispanos o latinos de cualquier raza.